# Bitva o Long Island
Bitva o Long Island, také známá jako bitva o Brooklyn byla vojenskou akcí americké revoluční války, která se odehrála 27. srpna 1776 na západním okraji Long Islandu v dnešní čtvrti Brooklyn, New York. Britové porazili Američany a získali kontrolu nad strategicky důležitým přístavem v New Yorku, který drželi po zbytek války. Byla to první velká bitva po vyhlášení nezávislosti Spojených států amerických 4. července 1776, a co do rozmístění a počtu vojáků to byla největší bitva celé války.
Poté, co 17. března 1776 porazil Brity v bitvě o Boston, velitel George Washington přemístil kontinentální armádu tak, aby mohl hájit přístav ve městě New York na jižním konci ostrova Manhattan. Washington pochopil, že přístav by poskytoval vynikající základnu pro britské královské námořnictvo, a tak zde vybudoval obranu a vyčkával, až Britové zaútočí. V červenci se vylodily britské síly pod velením generála Williama Howea několik mil před vjezdem do přístavu na řídce osídleném Staten Islandu, kde čekali měsíc a půl na posilu v podobě flotily dalších lodí. Když flotila dorazila, zvýšil se počet Britů na 32 000 vojáků. Washington věděl, že bude obtížné udržet město s britskou flotilou ovládající vjezd do přístavu u Narrows, a proto přesunul většinu svých sil na Manhattan, protože věřil, že to bude první britský cíl.
22. srpna se Britové přesunuli ke Gravesend Bay na jihozápadním okraji Kings County. Po pěti dnech čekání zaútočili na americkou obranu na pahorkatině Guan Heights. Howeovi se podařilo dostat se se svou armádou nepozorovaně za americké pozice a na překvapenou americkou obranu zaútočil z boku. Američané zpanikařili, důsledkem čehož bylo, že počet ztrát a zajatců dosáhl 20 %. Pouze statečnost „400“ vojáků z Marylandu a Delaware zabránila ztracení podstatnější části armády. Zbytek armády ustoupil k obranným pozicím na Brooklyn Heights. Britové se rozhodli kolonisty obléhat pomocí zákopů, ale v noci z 29. na 30. srpna se Washingtonovi podařilo evakuovat celou armádu na Manhattan bez ztráty zásob nebo jediného života. Kontinentální armáda byla z New Yorku úplně vyhnána až po několika dalších porážkách a Američané byli nuceni ustoupit přes New Jersey do Pensylvánie.

## Předehra k bitvě
V první fázi americké války za nezávislost byla britská armáda obklíčena v Bostonu, jenž musela nakonec 17. března 1776 opustit. Odtud odplula do Halifaxu v Novém Skotsku, kde čekala na posily. Generál Washington poté začal přemísťovat své pluky do New Yorku. Tam předpokládal britský hlavní útok, neboť přístav měl velký strategický význam. Washington opustil Boston 4. dubna, dorazil do New Yorku 13. dubna a otevřel své velitelství na Broadwayi, v bývalém domě skotského šlechtice kapitána Archibalda Kennedyho. Svého zástupce Charlese Leeho poslal už před koncem února do New Yorku, aby naplánoval obranu města.
Lee zůstal v New Yorku až do března, kdy ho kontinentální kongres poslal do Jižní Karolíny; strategie obrany města byla ponechána na generálovi Williamu Alexanderovi (Lord Stirling). Kontinentální armáda neměla mnoho vojáků a Washington neshledal obranu uspokojivou, ale Lee dospěl k závěru, že není možné tak či tak udržet město v důsledku britské nadvlády na moři. Podle jeho plánu by obrana města měla být organizována tak, aby byla schopna způsobovat Britům těžké ztráty, pokud by se pokusili vylodit a získat územní pozice. Ve městě a jeho okolí byly stavěny barikády a reduty, bastion Fort Stirling byl postaven přes East River v Brooklyn Heights (dnes čtvrť v blízkosti Brooklynského mostu). Lee také dohlížel na to, aby bezprostřední okolí bylo očištěno od loyalistů.

### Strategie

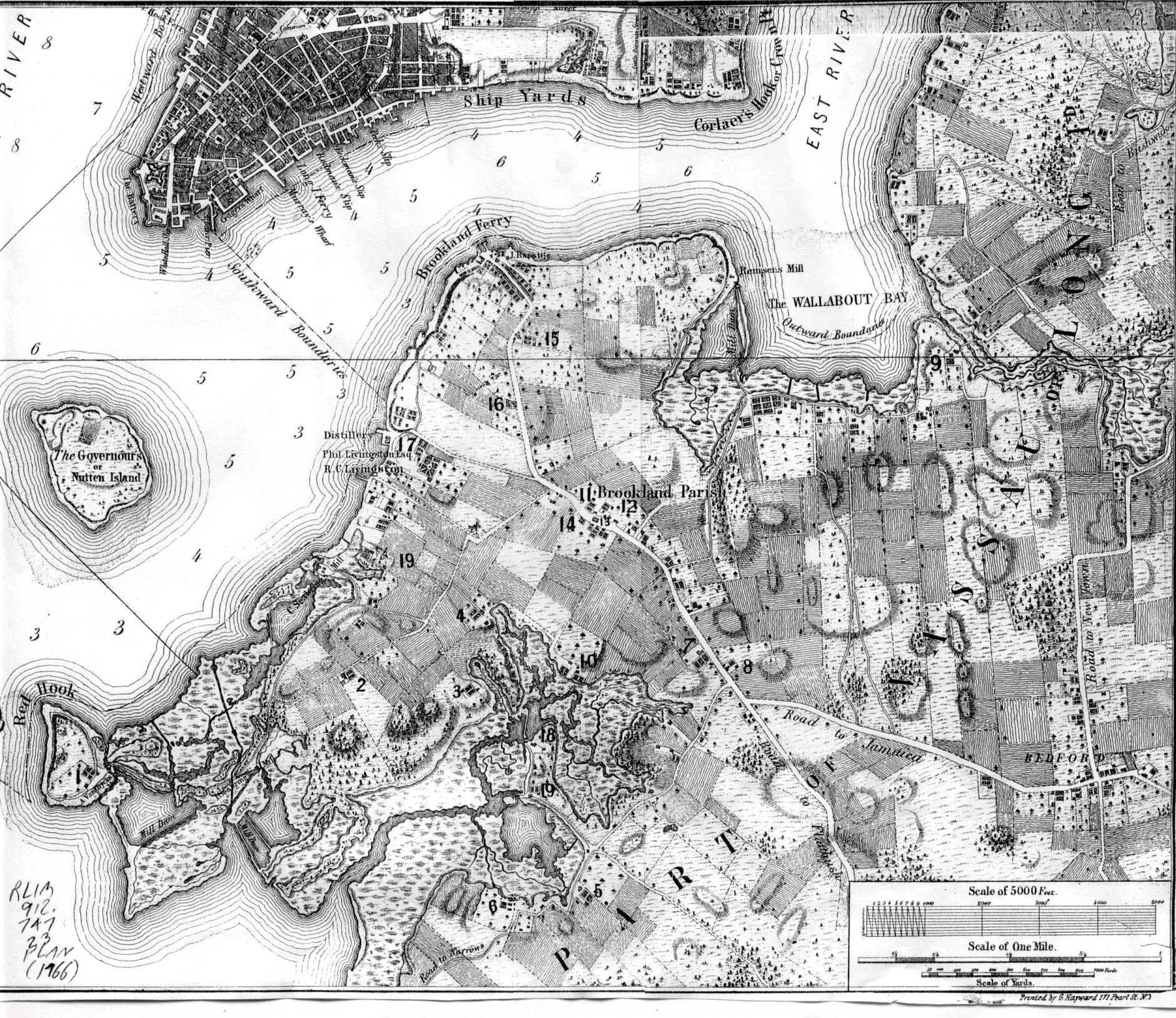
Americká strategie: první obranná linie byla založena na řadě kopců zvaných Heights of Guan (Guanské výšiny), jež se táhly severovýchodně přes brooklynské King's County. Hlavními obrannými liniemi byla řada pevností a zákopů umístěných na severozápadě kraje, v Brooklynu a okolí. Autor mapy: Bernard Ratzer, na základě jeho průzkumu 1766-1767.

Washington začal s přesunem jednotek do Brooklynu začátkem května a v krátké době tam shromáždil několik tisíc mužů. Na východní straně East River se stavěly další tři pevnosti, aby podpořily Fort Stirling, která stála na západ od osady Brooklyn Heights. Těmito novými opevněními byly Fort Putnam, Fort Greene, a Fort Box (pojmenovaná po majorovi Danielu Boxovi). Každá z těchto obranných struktur byla chráněna příkopem, všechny byly spojeny linií zákopů a vybaveny celkem 36 děly. Kromě těchto pevností byla postavena ještě Fort Defiance a děla byla umístěna ještě do Fort George, na Governor Island a Whitehall Dock na East River. Na strategických místech byly potopeny lodní vraky, aby zabránily Britům vplout do East River a dalších vodních cest. Washington byl Kongresem pověřen najmout 28 501 vojáků, ale podařilo se shromáždit jen 19 000 mužů. Navíc vojenská disciplína armády byla nedostatečná; rutinní rozkazy nebyly prováděny, z mušket se střílelo už v táboře, zámky na puškách byly mnohdy poničeny, bajonety se používaly jako nože na krájení jídla a připravenost palných zbraní byla chabá. Menší vnitřní konflikty byly běžné v důsledku velkého počtu lidí z různých prostředí a různých temperamentů žijících v stresujících podmínkách. Velitel dělostřelectva Henry Knox přesvědčil Washingtona, aby převedl 400 až 500 vojáků, kterým chyběly střelné zbraně, do posádky dělostřelectva. Na začátku června Knox a generál Nathanael Greene prozkoumali severní konec Manhattanu a rozhodli se založit Fort Washington. Stavba Fort Constitution, později přejmenované na Fort Lee, byla naplánována naproti Fort Washington na řece Hudson. Pevnosti měly odradit britské lodě od plutí proti proudu řeky.

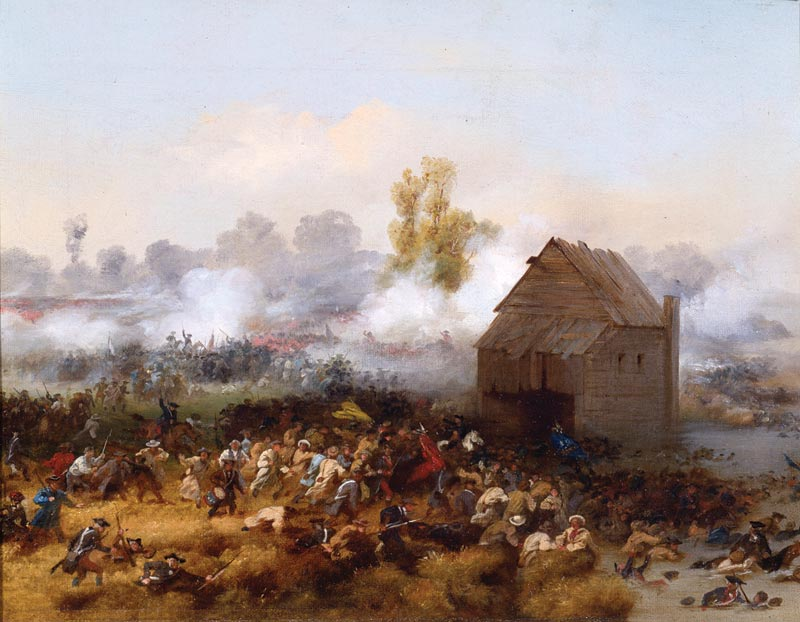
Lord Stirling útočí na Brity, aby získal čas pro ústup amerických jednotek v bitvě na Long Islandu, 1776 (malíř Alonzo Chappel)

### Britský příjezd

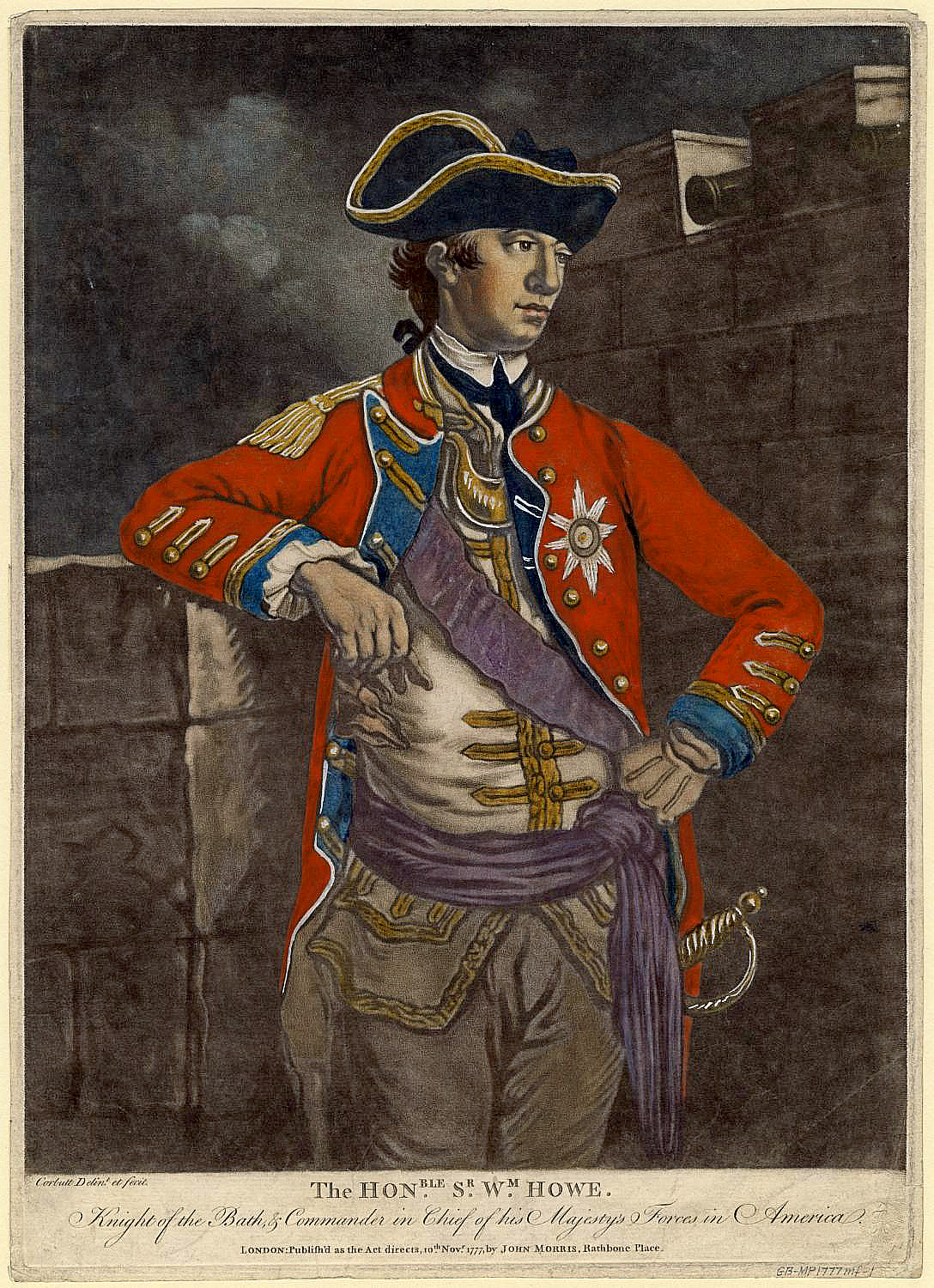
Britský generál William Howe

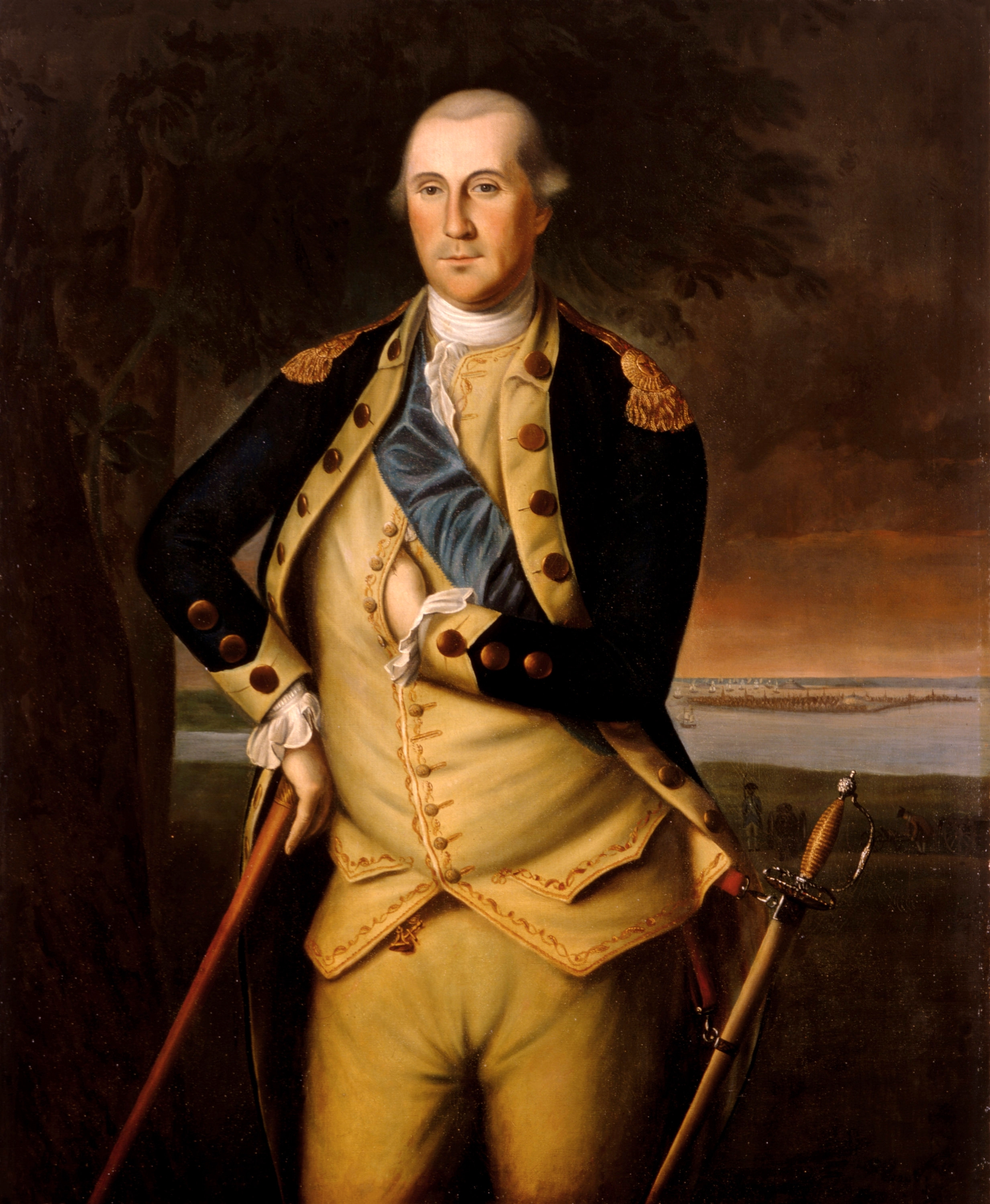
Americký generál George Washington

28. června se Washington dozvěděl, že britská flotila odplula z Halifaxu 9. června a směřuje k New Yorku. 29. června vyslali muži rozmístění na Staten Islandu signály, že se britská flotila objevila. Během několika hodin 45 britských lodí zakotvilo v Lower New York Bay (záliv mezi Brooklynem a Staten Island, jižně od úžiny The Narrows). Do týdne zde bylo již 130 lodí pod velením Richarda Howea, bratra generála Howea. Obyvatelé New Yorku panikařili při pohledu na britské lodě; a vojenské jednotky zaujaly své pozice. Dne 2. července začalo vyloďování britských jednotek na Staten Island. Kontinentální jednotky před svým útěkem vypálily několik ran a občanské milice přešly na britskou stranu.
Dne 6. července do New Yorku dorazila zpráva o tom, že Kongres před čtyřmi dny odhlasoval nezávislost amerických kolonií. V úterý 9. července v 18:00 nechal generál Washington několik brigád pochodovat před obyvateli města, aby si vyslechli Deklaraci nezávislosti. Po skončení čtení, seběhl dav s lany a tyčemi dolů k Bowling Green a strhl pozlacenou olověnou jezdeckou sochu britského krále Jiřího III. Rozvášněný dav odřízl soše hlavu, urval nos a narazil to, co zbylo z hlavy, na bodec před hospodou. Zbytek sochy byl v Connecticutu roztaven na kule pro muškety.
12. července britské lodě Phoenix a Rose vpluly k ústí řeky Hudson. Americké baterie zahájily palbu z Fort George, Red Hook a Governors Island, Britové odpověděli palbou na město. Lodě se plavily podél pobřeží New Jersey a pokračovaly proti proudu Hudsonu, propluly kolem Fort Washington a do setmění dorazily do Tarrytownu, nejširší části Hudsonu. Cílem britských lodí bylo přerušit kolonistům dodávky z Nové Anglie a ze severu a povzbudit loyalisty. Jedinými oběťmi dne bylo šest Američanů, kteří byli zabiti, když jejich vlastní dělo vybuchlo.
Následující den, 13. července, se Howe pokusil zahájit jednání s Američany. Poslal generálu Washingtonovi dopis doručovaný poručíkem Philipem Brownem s adresou „George Washington, Esq.“ Brown se setkal Josephem Reedem. Ten spěchal s dopisem k Washingtonovi spolu s Henry Knoxem a Samuelem Webbem. Washington se zeptal svých důstojníků, zda by měl být poručík Brown s depeší přijat či ne, když neuznává jeho hodnost generála. Jednomyslně odpověděli „ne“. Reed poté řekl Brownovi, že v této armádě není nikdo s takovou adresou. 16. července učinil Howe další pokus, tentokrát s adresou „George Washington, Esq., etc., etc.“, ale byl znovu odmítnut. Následujícího dne Howe poslal kapitána Nisbet Balfoura, aby se zeptal, zda se Washington setká s Howeovým pobočníkem tváří v tvář, a schůzka byla naplánována na 20. července. Howeův pobočník byl plukovník James Patterson. Patterson řekl Washingtonovi, že Howe přichází s pravomocí udělit mu milost, ale Washington odpověděl: „Ti, kdo jsou nevinní, nepotřebují odpuštění." Patterson brzy poté odešel. Washingtonův postoj během setkání byl oceněn v části kolonií.
Mezitím připlouvaly další britské lodě. 1. srpna dorazilo 45 lodí s generály Henry Clintonem a Charlesem Cornwallisem a 3 000 vojáky. 12. srpna připlulo 3 000 dalších britských vojáků a spolu s nimi 8 000 Hesenských. V tom okamžiku britská flotila čítala přes 400 lodí, z toho 73 válečných, a 32 000 vojáků soustředěných na Staten Islandu. Tváří v tvář této velké síle si Washington nebyl jistý, kde Britové zaútočí. Greene i Reed předpokládali, že Britové napadnou Long Island, ale Washington cítil, že britský útok na Long Island by mohl být využit k zakrytí hlavního útoku na Manhattan. Rozdělil svou armádu na poloviny, jednu umístil na Manhattan a druhou na Long Island; armádě na Long Islandu velel Greene. 20. srpna Greene onemocněl a byl nucen vrátit se na Manhattan, kde odpočíval, aby se uzdravil. Ve velení ho vystřídal John Sullivan, a to do doby než na tom Green bude tak dobře, aby převzal velení zpět.

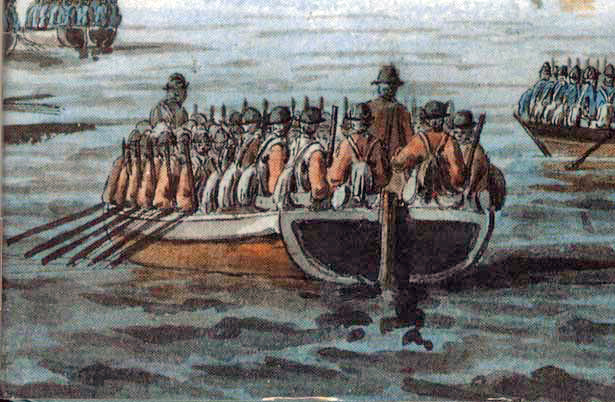
Okupace Newportu, Rhode Island, prosinec 1776 detail. Britští vojáci sedí v člunech s plochým dnem použitých k invazi na Long Island. Hesenští v modrých uniformách jsou na dvou lodích, které jsou viditelné jen částečně. Autor a zároveň očitý svědek Robert Cleverley (1749-1809)

### Invaze na Long Island
V 05:10 22. srpna 4 000 britských vojáků opustilo Staten Island, aby se pod velením Clintona a Cornwallise vylodili na Long Islandu. V 8:00 bylo všech 4 000 vojáků na pobřeží Gravesend Bay. Pensylvánští střelci plukovníka Edwarda Handa byli rozmístěni na pobřeží, ale nekladli vylodění odpor, stáhli se zpět a cestou zabíjeli dobytek a vypalovali farmy. V poledne už bylo na pobřeží 15 000 vojáků a 40 děl spolu se stovkami loyalistů, kteří přišli pozdravit britské jednotky. Cornwallis postupoval se svou gardou do vnitrozemí ostrova a po šesti mílích založil tábor v obci Flatbush. Rozkazy zněly zatím dále nepostupovat.

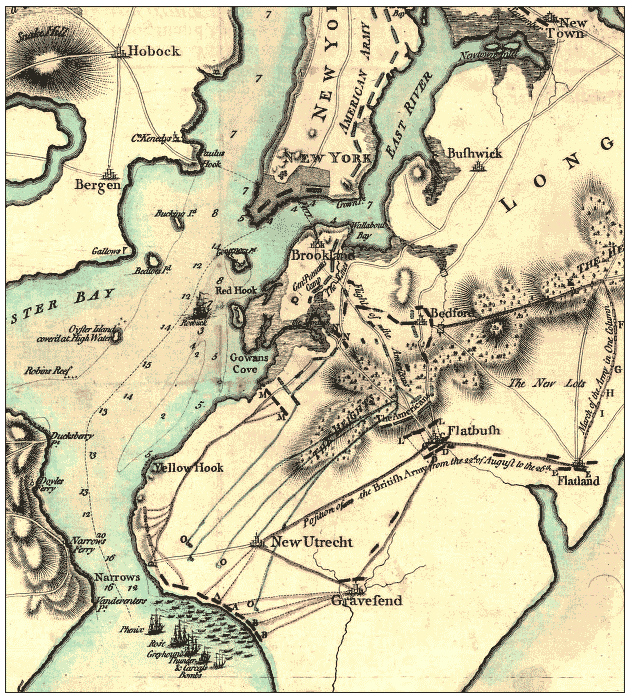
Britská vojenská mapa z roku 1776 ukazující pochodové trasy a bitevní strany během bitvy na Long Islandu

Washington obdržel zprávu o vylodění Britů ještě téhož dne, ale informace hovořila o tom, že britských vojáků je 8 000 až 9 000. To ho přesvědčilo o tom, že toto je pouze předstíraný útok, tak jak to předvídal. Proto poslal do Brooklynu pouze 1 500 dalších vojáků, čímž celkový počet vojáků koloniální armády na Long Islandu dosáhl 6 000. 24. srpna Washington nahradil Sullivana generálem Israelem Putnamem, který velel jednotkám na Long Islandu. Putnam dorazil na Long Island další den spolu se šesti prapory. Také britské vojsko toho dne dostalo posilu: 5 000 Hesenských, čímž se celkový počet britských vojáků zvýšil na 20 000. Několik dní po vylodění se bojovalo málo, ačkoliv došlo k menším potyčkám, kdy američtí střelci čas od času ostřelovali britské vojáky.
Americký plán zněl: Putnam by organizoval obranu z Brooklyn Heights (Brooklynské výšiny), zatímco Sullivan a Stirling se svými vojáky by se rozmístili na Guan Heights (Guanské výšiny). Kopce Guan Heights dosahovaly výšky až 150 stop a blokovaly přímou cestu na Brooklyn Heights. Washington věřil, že umístěním mužů na kopcích mohou být Britům způsobeny těžké ztráty ještě před útokem na Brooklyn Heights. Pahorkatinou vedly tři hlavní cesty; Gowanus Road nejdále na západ, Flatbush Road poněkud dále na východ, ve středu americké linie, kde se očekávalo, že Britové zaútočí, a Bedford Road nejdále na východ. Stirling byl zodpovědný za obranu Gowanus Road s 500 muži, a Sullivan měl bránit Flatbush Road a Bedford Road, kde měl rozděleno 1 800 vojáků. Brooklyn Heights mělo hájit 6 000 vojáků. Existoval ovšem ještě jeden málo známý průchod (průsmyk) Jamaica Pass, ležící ještě dále na východ. Ten hájilo pouhých pět důstojníků milice na koních.
Britský generál Clinton se dozvěděl o téměř nebráněné cestě Jamaica Pass od místních loajalistů. Vypracoval plán a předal ho Williamovi Erskineovi, aby ho navrhl Howeovi. Clintonův plán předpokládal, že hlavní část armády nočním pochodem projde po Jamaica Pass, tím se dostane za záda koloniální armády a poté se stočí a zaútočí na Američany z boku. Zbylá část armády bude zaměstnávat americké vojáky vpředu. 26. srpna Clinton dostal od Howa povolení plán použít. Clinton velel hlavní části armády o síle 10 000 mužů, jež měla provést obchvat přes Jamaica Pass. Během jejich nočního pochodu zbylé britské jednotky generála Jamese Granta spolu s některými Hesenskými, celkem 4 000 mužů, měly zaútočit na přední linie Američanů, aby odvrátily jejich pozornost od hlavní armády pronikající na křídlo. Howe vzkázal Clintonovi, aby byl připraven vyrazit v noci 26. srpna.

## Bitva

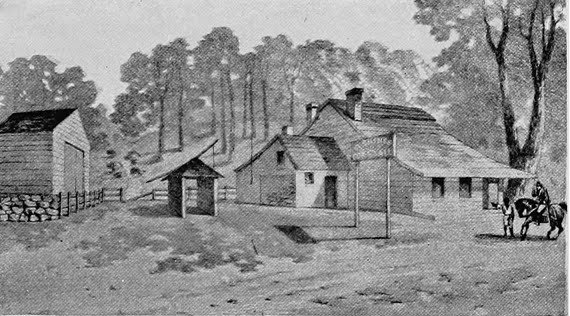
Howardova hospoda, jak vypadala v roce 1776; zdemolována byla v roce 1880. Stála poblíž dnešního křížení Fulton Street a Jamaica Avenue (Brooklyn).

### Noční pochod
Ve 21:00 Britové vyrazili. Nikdo kromě velitelů o plánu nevěděl. Clinton vedl brigádu lehké pěchoty s nasazenými bajonety vpředu, následoval ho Cornwallis, který měl osm praporů a 14 děl. Za Cornwallisem následovali Howe a Hugh Percy se šesti prapory, s děly a bagáží. Zástup dlouhý přes dvě míle tvořilo 10 000 mužů. Tři probritští farmáři vedli kolonu směrem k Jamaica Pass. Britové nechali hořet své táborové ohně, aby Američany oklamali a utvrdili je v domněnce, že se nic neděje. Kolona zamířila na severovýchod, až dosáhla místa, které se později stalo vesnicí New Lots. Poté zamířila přímo na sever směrem k pahorkům.
Cestou k Howardově krčmě (Howard's Tavern, známé také jako Howard's Half-Way House), stojící jen pár set metrů od Jamajka Pass, kolona nenarazila na žádné americké jednotky. Majitel hostince William Howard a jeho syn William Jr. byli donuceni stát se průvodci. Ukázali Britům cestu k pěšině Rockaway Foot, staré indiánské stezce, která obcházela Jamajka Pass na západ (dnes lokalita Cemetery of the Evergreens, hřbitov Evergreens).
William Howard junior popisuje setkání s generálem Howem takto:
Bylo okolo druhé hodiny ranní 27. srpna, když jsem se probudil pohledem na vojáka stojícího u mé postele. Vstal jsem, oblékl se a šel dolů do baru, kde jsem viděl svého otce stát v rohu se třemi britskými vojáky vyzbrojenými mušketami s nasazenými bajonety. Armáda pak ležela na poli před domem... Generál Howe a další důstojník byli v baru. Generál Howe měl na své důstojnické uniformě vlněný plášť. Poté, co požádal o sklenici likéru z baru, který mu byl dán, vstoupil do družného rozhovoru s mým otcem a mimo jiné řekl: „Někdo z vás mi musí ukázat cestu přes Rockaway Path." Můj otec odpověděl: „Patříme k druhé straně generále a nemůžeme vám sloužit v rozporu s našimi povinnostmi.“ Generál Howe odpověděl: „To je v pořádku; držte se své země nebo si dodržujte své zásady, ale Howarde, jste můj vězeň a musíte vést mé muže přes kopec.“ Můj otec vznesl další námitku, ale generál ji umlčel, když řekl: „Nemáš jinou alternativu. Pokud odmítneš, prostřelím ti hlavu.“

Pět minut po odchodu z krčmy bylo pět amerických důstojníků milice střežících průsmyk zajato bez jediného výstřelu, protože si mysleli, že Britové jsou Američané. Clinton důstojníky vyslýchal a ti ho informovali, že jsou jedinými vojáky, kteří hlídají průchod. Za úsvitu Britové pochod dokončili a zastavili se, aby si jednotky odpočinuly. V 9:00 vypálila dvě těžká děla, což byl signál hesenským jednotkám pod Battle Pass, aby zahájily čelní útok proti Sullivanovým mužům rozmístěným na dvou kopcích lemujících cestu, zatímco Clintonova vojska současně napadla americké pozice od východu.

### Grantův útok

Mapa bitvy o Long Island. Hnědě jsou označeny výšiny, britské směry útoku jsou červeně, americké pozice modře.

Asi ve 23:00 26. srpna 1776 padly první výstřely v bitvě na Long Islandu, poblíž Red Lion Inn (Red Lion Inn byla hospoda v koloniálním New Yorku, v dnešní městské části Brooklyn). Americké hlídky z pensylvánského pluku Samuela Johna Atlee vystřelily na dva britské vojáky, kteří se na záhonu poblíž hostince živili vodními melouny.
Kolem 01:00 27. srpna se Britové přiblížili k hospodě Red Lions s 200 či 300 muži. Američtí vojáci vypálili na Brity několik rychlých výstřelů; poté se stáhli po silnici Gowanus Road směrem k domu Vechte-Cortelyou. Američanům velel major Edward Burd, (pozdější člen Nejvyššího soudu v Pensylvánii). Byl zajat spolu s poručíkem a 15 dalšími vojáky. Toto první střetnutí bylo vedeno poblíž bažiny, která se nachází u Gowanus Road.
Brigádní generál Samuel Holden Parsons a plukovník Samuel John Atlee měli pozice dále na sever po Gowanus Road. Parsons byl právník z Connecticutu, který nedávno dostal pověření velet v kontinentální armádě; Atlee, veterán francouzsko-indiánské války, byl ve vedení 1. pluku pensylvánských mušketýrů. Putnam byl v 03:00 probuzen stráží a bylo mu sděleno, že Britové zaútočili na Gowanský průsmyk. Zapálil ohňové signály pro Washingtona, který byl na Manhattanu, a pak jel na jih, aby varoval Stirlinga před útokem.
Stirling vedl dvě jednotky 1. delawarského pluku plukovníka Johna Hasleta pod okamžitým velením majora Thomase Macdonougha a 1. marylandský pěší plukovníka Williama Smallwooda pod přímým velením majora Mordecaie Gista; Haslet měl v tu dobu povinnosti v Manhattanu u válečného soudu. Za ním stál Parsonův pluk z Connecticutu s 251 muži. Stirling vedl tuto kombinovanou sílu k posílení Parsonse a Atleeho a k zastavení britského postupu. Stirling měl celkem 1 600 vojáků pod svým velením. Umístil Atleeovy muže do jabloňového sadu, který vlastnil Wynant Bennett, na jižní straně Gowanus Road. Na základě postupu Britů Američané:
obsadili kopec asi dvě míle od tábora a vyslali plukovníka Atleeho, aby se s Brity utkal dále po cestě; asi po 300 metrech jeho jednotky zastavily a byly napadeny britskou palbou. Pluk odpověděl velice přesnou střelbou, která nadělala značné škody, a pak ustoupil na kopec. 
Generál Parsons
Stirling s delawarskými a marylandskými vojáky zaujal pozice hned na sever od Atleeových mužů. Některé z jednotek z Marylandu byly umístěny na malém kopci poblíž 23. ulice, kterou místní Holanďané nazvali „Blokje Berg“ (Krychlový kopec). Na úpatí tohoto kopce byl přes Gowanus Road malý most přes příkop, který odvodňoval bažinatou oblast. Když Britové postupovali po Gowanus Road, americké jednotky na ně vystřelily z pozic na severní straně příkopu. Na levé straně byl Pensylvánský pluk plukovníka Petera Kachlineho.
Jen na jihovýchod od Blokje Berg bylo několik kopců; mezi nimi byl kopec, který je nejvyšším bodem v King's County, měří 220 stop, který se stal známým jako „Battle Hill“, dnes hřbitov Greenwood. Britové se pokusili obchvátit americké pozice ziskem tohoto kopce. Američané se pokusili zabránit britskému pohybu a vyslali Parsonse a Atleeho, aby kopec obsadili. Britové se tam dostali jako první, ale Američané je dokázali vytlačit v tvrdých bojích. Battle Hill byl místem obzvláště brutálních bojů, kdy Američané během celé bitvy na Long Islandu způsobili britským jednotkám největší ztráty. Mezi zabitými byl britský plukovník James Grant, což Američany vedlo k domněnce, že zabili generála Jamese Granta. Byl údajně zastřelen pensylvánským střelcem, který na Brity střílel ze stromu. Mezi americkými mrtvými byl pensylvánský plukovník Caleb Parry, který byl zabit při shromažďování svých vojsk.
Američané si stále neuvědomovali, že se nejedná o hlavní britský útok, částečně kvůli zuřivosti bojů a počtu angažovaných britských jednotek.

### Střet na Battle Pass
Hesenští ve středu pod velením generála von Heistera začali bombardovat americké linie rozmístěné na Battle Pass (průsmyk či údolíčko skrze střed Guanských výšin) pod velením generála Johna Sullivana. Hesenské brigády stále neútočily, čekaly na předem domluvený signál od Britů, kteří v té době obkličovali americké linie. Američané stále předpokládali, že Grantův útok po Gowanus Road byl hlavní úder, a Sullivan poslal čtyři sta mužů, aby posílili Stirlinga.
Howe vypálil svůj signál v 09:00 a Hesenští začali útočit na Battle Pass, zatímco britská hlavní armáda zaútočila na Sullivana zezadu. Sullivan nechal svou předsunutou jednotku bránit útoku Hesenských a zbytek svých sil otočil, aby bojoval proti Britům. Američané i Britové utrpěli těžké ztráty a muži na obou stranách strachy utíkali. Sullivan se snažil uklidnit své muže a pokusil se vést ústup. V tomto okamžiku Hesenští překonali obranu na výšině a americké levé křídlo se úplně zhroutilo. Následoval boj muže proti muži, přičemž Američané používali muškety a pušky jako kyje, aby zachránili vlastní životy. Později bylo prohlašováno, že Američané, kteří se vzdali, byli Hesenskými ubodáni bajonety. Sullivanovi se navzdory chaosu podařilo evakuovat většinu svých mužů na Brooklyn Heights, třebaže byl sám zajat.

### Vechte-Cortelyou House

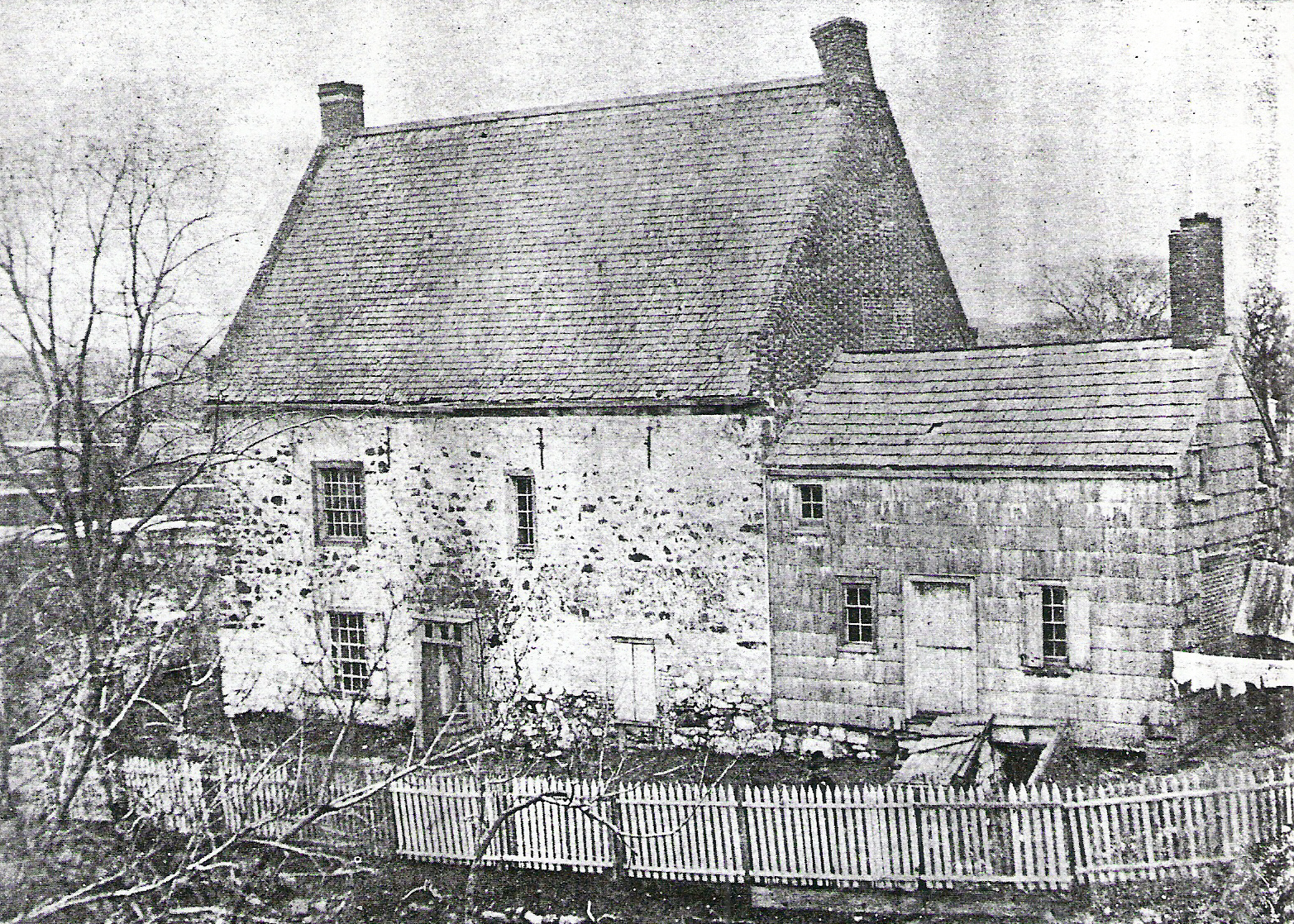
Přední část původního domu Vechte-Cortelyou, kde jednotky z Marylandu velené lordem Stirlingem a Mordecaimem Gistem provedly dva útoky proti více než dvěma tisícům britských vojáků, což umožnilo uniknout většině ze Stirlingových 1600 mužů.

V 09:00 dorazil Washington z Manhattanu. Uvědomil si, že se zmýlil v tom, že útok na Long Island je předstíraný, a nařídil dalšímu vojsku přesun do Brooklynu. Jeho pozice na bitevním poli není známa, protože zprávy se liší, ale s největší pravděpodobností byl na Brooklyn Heights, odkud měl nejlepší přehled.
Stirling stále držel na západě obrannou linii proti Grantovi. Vydržel čtyři hodiny, stále nevěděl o britském manévru a někteří jeho vlastní vojáci si mysleli, že boj tento den vyhráli, protože Britové nebyli schopni dobýt jejich pozice. Grant byl ovšem posílen 2 000 muži námořní pěchoty a zaútočil na Stirlingův střed v 11:00. Stirling byl navíc zleva napaden Hesenskými. Stirling se stáhl, ale britská vojska k němu přicházela odzadu, z jihu po Gowanus Road. Jediná zbylá úniková cesta byla přes Brouwerův mlýn na Gowanus Creek, který byl široký 80 yardů, na druhé straně Brooklyn Heights.

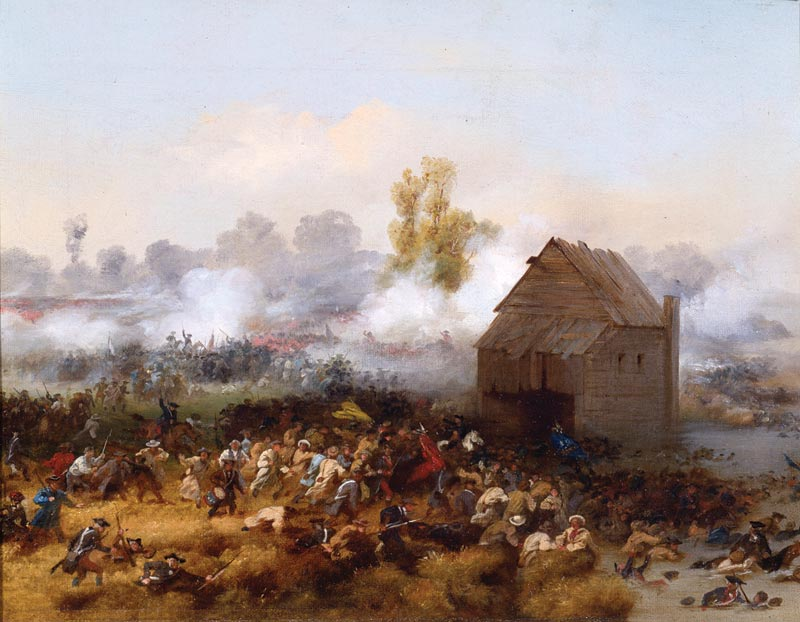
Kouř ze střelného prachu z kanónů a mušket značí, kde Stirling a marylandští vojáci útočí na Brity, zatímco zbytek amerických mužů v popředí uniká přes Brouwer's mill (Brouwerův mlýn). Zobrazená budova je mlýn. (Battle of Long Island, 1858 Alonzo Chappel)

#### 400 marylandských
Stirling nařídil všem svým jednotkám přejít přes říčku Gowanus Creek, s výjimkou kontingentu jednotek Marylandu pod velením Gista. Tato skupina vešla do dějin jako „400 marylandských“ („Maryland 400“), i když ve skutečnosti šlo jen o asi 260–270 mužů. Úkolem této jednotky bylo krýt americký ústup. Stirling a Gist stáli proti více než 2 000 britských vojáků podporovaných dvěma děly. Stirling a Gist vedli marylandské do dvou útoků proti Britům, kteří zaujali pozice před Vechte-Cortelyou House (dnes známý jako Old Stone House). Po posledním útoku zbývající muži ustoupili přes říčku Gowanus Creek. Někteří z mužů, kteří se pokusili překročit bažinu, zapadli do bahna a ocitli se pod palbou z mušket a jiní, kteří nedokázali plavat, byli zajati. Stirling byl obklíčen a protože se nechtěl vzdát Britům, prorazil linii až k Hesenským a vzdal se jim. 256 vojáků z Marylandu bylo zabito při útocích u Vechte-Cortelyou House. K americkým liniím se probojovalo méně než tucet mužů. Washington sledoval boj z reduty na nedalekém kopci Cobble (křižovatka dnešní Court Street a Atlantic Avenue) a údajně řekl: „Dobrý Bože, o jaké statečné chlapy musím dnes přijít.“

### Howeovo rozhodnutí
Američtí vojáci, kteří nebyli zabiti nebo zajati, unikli za opevněné americké pozice na Brooklyn Heights. Howe pak nařídil všem svým jednotkám zastavit útok, navzdory protestům mnoha důstojníků jeho velení, kteří věřili, že by měli pokračovat v tlaku na Brooklyn Heights. Howe se rozhodl nepokračovat v přímému čelním útoku na americké pozice, místo toho se rozkázal zahájit obléhání a vytváření linií kolem amerických pozic. Někteří vojenští analytici toto rozhodnutí označují za chybu. Howe věřil, že Američané budou v podstatě v pasti, neboť jeho jednotky zablokují ústup po souši a královské námořnictvo bude mít pod kontrolou East River, řeku, kterou by Američané museli překročit, aby dosáhli Manhattan Island.
Howeovo rozhodnutí a jeho důvody byly sporné. Možná si přál vyhnout se obětím, které jeho armáda utrpěla při útoku na koloniální armádu za podobných okolností v bitvě u Bunker Hillu. Možná chtěl také dát Washingtonovi příležitost dojít k závěru, že jeho postavení je podle evropské tradice gentlemanských důstojníků beznadějné a vzdá se. Howe řekl parlamentu v roce 1779, že jeho základní povinností bylo vyhnout se nadměrným britským obětem pro nedostatečný účel a dobytí Brooklyn Heights by pravděpodobně nevyústilo v zajetí celé americké armády. „Nejdůležitější povinností, kterou jsem musel dodržovat, bylo nevrhnout jednotky Vašeho majestátu do boje, kdy by předpokládaný výsledek nebyl dostatečný. Věděl jsem dobře, že jakoukoli významnou ztrátu, kterou by armáda utrpěla, nelze rychle a snadno napravit... Ztráta 1 000, nebo snad 1 500 britských vojáků by při proražení nepřátelských linií byla těžko nahraditelná i při dvojnásobných ztrátách nepřátel, za předpokladu, že by jejich ztráty byly takové.“

### Ústup na Mannhattan
Washington se svou armádou byl obklíčen na Brooklyn Heights s řekou East River za zády. Jak den pokračoval, Britové začali kopat zákopy a pomalu se přibližovali k americké obraně. Tím by Britové nemuseli útočit na americké opevněné pozice přes otevřené prostranství, jako tomu bylo v Bostonu před rokem. Navzdory této nebezpečné situaci nařídil Washington 28. srpna přesun 1200 mužů z Manhattanu do Brooklynu. Byly to dva pensylvánské pluky a pluk plukovníka Johna Glovera z Marblehead v Massachusetts. Ve velení pensylvánských vojsk byl Thomas Mifflin, jeden z Otců zakladatelů, který se po příjezdu dostavil na prohlídku vnější obrany a podal zprávu zpět Washingtonovi. V těchto vnějších obranných liniích stále vypukaly malé potyčky. Odpoledne 28. srpna začalo pršet a Washington nechal svá děla bombardovat britské pozice až do noci.
Jak déšť pokračoval, George Washington poslal dopis, v němž nařídil generálovi Williamovi Heathovi, který byl na Kings Bridge mezi Manhattanem a tím, co je nyní Bronxem, aby neprodleně poslal každou loď s plochým dnem či šalupu pro případ, že by přišel prapor pěchoty z New Jersey k posílení jejich pozice. V 16:00, 29. srpna, se Washington sešel se svými generály. Mifflin radil Washingtonovi, aby ustoupil na Manhattan, zatímco on a jeho pensylvánské pluky by tvořily zadní obranu a držely linii, dokud by se zbytek armády neodsunul. Generálové jednomyslně souhlasili s Mifflinem, že ústup je nejlepší volbou a Washington měl do večera vydat rozkazy.
Vojákům bylo řečeno, že mají shromáždit veškerou munici a zavazadla a připravit se na noční útok. Do 21:00 se nemocní a zranění začali přesouvat k brooklynskému přívozu (Brooklyn Ferry) a připravovat na evakuaci. V 23:00 začali Glover a jeho muži z Massachusetts, námořníci a rybáři, evakuovat vojska.
Jak evakuace pokračovala, bylo nařízeno stahovat další muže z obranných linií a přemístit se k přívozu. Kola povozů byla utlumená a muži měli zakázáno mluvit. Mifflinův zadní voj měl za úkol udržovat táborové ohně a tím oklamat Brity. V 04:00, 30. srpna, byl Mifflin informován, že je na jeho jednotce, aby se evakuovala. Tento rozkaz přinesl major Alexander Scammell. Mifflin mu řekl, že se musí mýlit, ale Scammell trval na tom, že to není omyl. Mifflin vydal svým jednotkám povel k přesunu. Když byly Mifflinovy jednotky půl míle od přívozu, dorazil Washington a chtěl vědět, co se děje, proč opustili obrannou linii. Edward Hand, který vedl jednotky, se pokusil vysvětlit, co se stalo, ale Mifflin brzy dorazil. Washington zvolal: „Dobrý Bože. Generále Miffline, obávám se, že jste nás zničil.“ Mifflin vysvětlil, že příkaz k evakuaci jeho jednotek přinesl Scammel. Washington řekl Mifflinovi, že to byla chyba. Ten pak odvedl své jednotky zpět k vnější obraně.
Dělostřelectvo, zásoby a vojáci byli v tuto chvíli evakuováni přes řeku, ale nešlo to tak rychle, jak Washington očekával, a začalo se rozednívat. Nicméně evakuaci Američanů skryla ranní mlha. Britové si uvědomili, že nevidí žádné americké hlídky, a tak začali oblast prohledávat. Mezitím se i poslední muž, což byl George Washington, nalodil. V 7:00 všechny americké jednotky dorazily na Manhattan. Všech 9 000 vojáků bylo evakuováno bez ztráty života.

## Následky

### Završení kampaně
Britové byli ohromeni, když zjistili, že Washington a jeho armáda unikli. Později 30. srpna obsadily britské jednotky americké opevnění. Když zprávy o bitvě dorazily do Londýna, vypuklo velké nadšení. Londýnem zněly zvony, lidé rozsvěcovali v oknech svíčky a král Jiří III. udělil Howeovi Řád lázně.
Porážka Washingtonovy armády odhalila jeho nedostatky jako stratéga, který rozdělil své síly, nezkušenost jeho generálů, kteří nedokázali správně vyhodnotit situaci, a jeho nevycvičené vojáky, kteří při prvních střetech utekli. Nicméně, jeho odvážný noční ústup byl některými historiky viděn jako jeden z jeho největších vojenských výkonů. Jiní historici zdůrazňují selhání britských námořních sil, které nedokázaly zabránit evakuaci protivníka.
Celého půl měsíce, až do 15. září nevyvinul Howe žádnou aktivitu. Dne 15. září se vylodil v zátoce Kip's Bay a rychle obsadil město. 21. září oheň, jehož příčinu se nepodařilo zjistit, zničil čtvrtinu New Yorku. Jedním z důsledků požáru byla poprava amerického zvěda Nathana Hale za špionáž. Ačkoli americké jednotky neočekávaně uspěly nad Brity v bitvě u Harlem Heights 16. září, Howe porazil Washingtona v říjnu v bitvě na White Plains a poté znovu rozhodně v listopadu u Fort Washingtonu. Kvůli těmto porážkám Washington se svou armádou ustoupili přes New Jersey do Pensylvánie.

### Ztráty
Šlo o do té doby zdaleka největší bitvu, jaká kdy v Severní Americe proběhla. Pokud se započítá i Royal Navy, bojů se zúčastnilo přes 40 000 mužů. Howe ohlásil ztrátu 59 zabitých, 268 zraněných a 31 nezvěstných. Hesenští měli 26 zraněných a 5 mrtvých. Američané utrpěli mnohem těžší ztráty. Asi 300 bylo zabito a více než 1 000 zajato. Jen polovina zajatých vojáků přežila. Byli drženi na vězeňských lodích a poté přemístěni do vězení, například do Middle Dutch Church. Při tom hladověli a nedostávalo se jim lékařské péče. Kvůli celkové slabosti mnoho z nich podlehlo neštovicím.
Historici se domnívají, že až 256 vojáků prvního Marylandského pluku vedeného plukovníkem Williamem Smallwoodem padlo v bitvě, to jsou asi dvě třetiny pluku. Je známo, že byli pohřbeni v hromadném hrobě, ale jeho přesné umístění je tajemstvím už 240 let.

## Dědictví
Nejvýznamnějším výsledkem bitvy o Long Island bylo zjištění, že válka bude ještě dlouhá a krvavá a vítězství nebude snadné pro ani jednu stranu.
Bitvu si připomínají některé památníky. Altar to Liberty: Minerva je monument, který zahrnuje bronzovou sochu Minervy vztyčenou v roce 1920 na Battle Hill, což je nejvyšší místo Brooklynu v Green-Wood Cemetery. The Prison Ship Martyrs' Monument je sloup ve Fort Greene, jenž má připomínat ty, kteří zemřeli během věznění na britských lodích. The Old Stone House je zrekonstruovaný dům původně pocházející asi z roku 1699, jenž se nacházel v centru obrany „400 marylandských“, a který se v současnosti nalézá v J. J. Byrne Park a slouží jako muzeum bitvy.